# Last Holiday
Last Holiday (bra: As Férias da Minha Vida; prt: Tudo o Que Sonhei) é um filme estadunidense de 2006, dos gêneros comédia dramática e aventura, dirigido por Wayne Wang, com roteiro de Peter S. Seaman inspirado no filme britânico homônimo de 1950 de J.B. Priestley.

## Elenco
- Queen Latifah - Georgia Byrd
- LL Cool J - Sean Matthews
- Timothy Hutton - Matthew Kragen
- Gérard Depardieu - Chef Didier
- Giancarlo Esposito - Senador Dillings
- Alicia Witt - Sra. Burns
- Susan Kellermann - Gunther
- Ranjit Chowdhry - Dr. Gupta
- Matt Ross - Adamian
- Jane Adams - Rochelle
- Michael Nouri - Deputado Stewart
- Jascha Washington - Darius
- Jaqueline Fleming - Tanya Byrd
- Dan Ziskie - Dr. Thompson
- Mike Estime - Marlon
- Emeril Lagasse - Ele mesmo

## Prêmios e indicações
- Queen Latifah foi indicada ao NAACP Image Award de Melhor Atriz no Cinema[carece de fontes?]